# Roger Carter (Mathematiker)
Roger William Carter (* 25. August 1934 bei Bradford; † 21. Februar 2022 in Wirral) war ein britischer Mathematiker und Hochschullehrer.

## Werdegang
Roger Carter wurde 1960 mit der Dissertation „Some Contributions to the Theory of Finite Soluble Groups“ unter Derek Roy Taunt an der University of Cambridge promoviert. Er war Emeritus an der University of Warwick.
Carters besonderes Interesse galt der Theorie der Lie-Algebren, sein unten angegebenes Lehrbuch zur Theorie der Gruppen vom Lie-Typ gilt als Standardreferenz. Die 1961 von ihm untersuchten nilpotenten und selbstnormalisierenden Untergruppen werden heute als Carter-Untergruppen bezeichnet.

## Publikationen
- Simple Groups of Lie Type. Wiley-Interscience, 1972, ISBN 0-471-13735-9.
- Finite Groups of Lie Type: Conjugacy Classes and Complex Characters. Wiley Classics Library, 1993, ISBN 0-471-94109-3.
- mit Ian G. MacDonald, Graeme B. Segal: Lectures on Lie Groups and Lie Algebras. Cambridge University Press, 1995, ISBN 0-521-49922-4.
- Lie Algebras of Finite and Affine Type. Cambridge University Press, 2005, ISBN 0-521-85138-6.